# Panama Sugar
Panama Sugar è un film commedia del 1990, diretto da Marcello Avallone.

## Trama
Panama Sugar vuole impedire che la sala da biliardo nella quale gioca tutte le sere venga trasformata dal boss della zona in una bisca clandestina. Con l'aiuto della misteriosa Liza riuscirà a far credere al malvivente che nei dintorni del locale è sepolto un favoloso tesoro; il boss si lascia ingannare al punto da far abbattere dalle scavatrici perfino la propria casa nell'illusione di trovarvi sotto il prezioso scrigno.

## Distribuzione
La pellicola è stata distribuita nelle sale cinematografiche italiane a partire dal 4 maggio del 1990.
Secondo alcune fonti non accreditate ufficialmente, il ruolo di Panama era stato inizialmente studiato per Terence Hill (che già aveva lavorato in passato a produzioni di Italo Zingarelli) il quale avrebbe rinunciato al ruolo in quanto proprio in vista delle riprese morì tragicamente suo figlio Ross. Tale ipotesi è avvalorata dalla stessa locandina del film, illustrata da Renato Casaro: il protagonista raffigurato in primo piano nell'illustrazione non ha infatti, neppure lontanamente, le sembianze dell'attore principale Scott Plank ma è invece perfettamente somigliante proprio a Hill.